# Xochimilco
Xochimilco là một trong 16 quận thuộc bang Quận Liên bang, México. Năm 2005, dân số của quận này là 404.458 người. Trung tâm của quận và thành phố trước đây là của thành phố độc lập Xochimilco ở phía bờ nam Hồ Xochimilco trước Tây Ban Nha. Khu vực này mang bản sắc riêng so với các quận khác và tạo thành khu vực gọi là Trung tâm Lịch sử của Thành phố Mexico. Xochimilco được biết đến với các con kênh còn sót lại từ một hồ nước và hệ thống kênh, kết nối hầu hết các khu định cư của Thung lũng Mexico. Các kênh cùng với các hòn đảo nhân tạo được gọi là chinampas, là nơi thu hút khách du lịch với những chiếc thuyền "trajineras" đầy màu sắc xung quanh 170 km (110 dặm) của kênh rạch, giống như gondola tại Venice. Hệ thống kênh và các đảo nổi chinampa là một di tích trước Tây Ban Nha trong quá khứ của khu vực đã được công nhận là một phần di sản thế giới. Tuy nhiên, hiện nay, các con kênh đã bị suy thoái môi trường nghiêm trọng.